# Centrale solaire photovoltaïque de Cantin
La centrale solaire photovoltaïque de Cantin  est un projet de construction d'une centrale solaire photovoltaïque à Cantin, dans le Nord, en France, prévu pour être opérationnelle dans les années 2020.

## Description
Ce projet mené par Douaisis Agglo vise à produire de l'électricité à partir de panneaux solaires installés sur quatre à cinq hectares du site de l'ancienne cimenterie de Cantin,.